# Лецицхваие
Лецицхваие (груз. ლეციცხვაიე) — село в Грузии, на территории Мартвильского муниципалитета края (мхаре) Самегрело-Верхняя Сванетия.

## География
Село находится в западной части Грузии, на левом берегу реки Ногелы, на расстоянии приблизительно 1 километра (по прямой) к юго-востоку от города Мартвили, административного центра муниципалитета. Абсолютная высота — 147 метров над уровнем моря.

## Население
По результатам официальной переписи населения 2014 года в Лецицхваие проживало 364 человека (178 мужчин и 186 женщин). В национальной структуре населения грузины составляли 100 %.
| Год  | Население, человек |
| ---- | ------------------ |
| 2002 | 651                |
| 2014 | ↘ 364              |